# Werblinia
Werblinia (kaszb. Warblëniô) – wieś kaszubska w Polsce położona w województwie pomorskim, w powiecie puckim, w gminie Puck.
W latach 1975–1998 miejscowość administracyjnie należała do województwa gdańskiego.
Wieś, w której znajdują się miejsca widokowe na Dolinę Płutnicy, położona jest na północno-wschodnim skraju Puszczy Darżlubskiej, przy drodze wojewódzkiej nr 213. We wsi działa Ochotnicza Straż Pożarna oraz fabryka mebli „Fat”.
Przed 1772 wmiankowana kolejno pod nazwą Warblino, Warblin i Wierblino. W latach zaboru pruskiego 1772–1919 wieś nosiła nazwę (niem.) Werblin. Prefiks w nazwie Werblini wskazuje na pochodzenie nazwy od kaszubskiego imienia własnego Warbel (Wróbel). Inne miejscowości z prefiksem Werblin/Warblin to Warblino i Warblewo
W Werblini urodził się biskup Andrzej Śliwiński.
Według Narodowego Spisu Powszechnego Ludności i Mieszkań z 2021 roku liczba ludności we wsi Werblinia to 638.

## Obiekty zabytkowe
- Zabytkowa zabudowa wsi[4]
- Cegielnia z XIX wieku[4]